# Malý Krtíš
Malý Krtíš es un municipio del distrito de Veľký Krtíš en la región de Banská Bystrica, Eslovaquia, con una población estimada a final del año 2024 de 465 habitantes.
Se encuentra ubicado al suroeste de la región, en la cuenca hidrográfica del río Ipoly —un afluente izquierdo del Danubio— y cerca de la frontera con la región de Nitra y con Hungría.

## Demografía
| Año        | 1994 | 2004    | 2014     | 2024     |
| ---------- | ---- | ------- | -------- | -------- |
| Población  | 432  | 446     | 532      | 465      |
| Diferencia |      | +3,24 % | +19,28 % | −12,59 % |

| Año        | 2023 | 2024    |
| ---------- | ---- | ------- |
| Población  | 468  | 465     |
| Diferencia |      | −0,64 % |